# Aeropuerto Internacional de Kabul
El Aeropuerto Internacional de Kabul (IATA: KBL, OACI: OAKB) (en pastún: دکابل نړیوال هوایی ډګر; en darí: میدان بین المللی کابل), o simplemente Aeropuerto de Kabul, está ubicado a 16 km (kilómetros) del centro de Kabul, y es el aeropuerto más importante de Afganistán.
El aeropuerto de Kabul fue construido a principios de la década de los 60. Debido a las sanciones internacionales impuestas al régimen talibán, el aeropuerto fue cerrado a finales de los años 1990, acabando con los pocos vuelos internacionales que tenía. Tras los ataques del 11 de septiembre y la guerra de Afganistán, el aeropuerto fue reabierto bajo supervisión estadounidense. Al comienzo solo fue utilizado por las Fuerzas Armadas de los Estados Unidos, la ISAF y la fuerza de pacificación de la OTAN. Tras la suspensión de las sanciones impuestas por la ONU, el aeropuerto retomó operaciones con vuelos civiles. El ejército de los Estados Unidos y fuerzas de la ISAF dirigen el aeropuerto y proporcionan seguridad junto al ejército afgano.
En octubre de 2014 el congreso nacional propone nombrar al aeropuerto con el nombre del expresidente Hamid Karzai en reconocimiento a su servicio al país. Al siguiente día el presidente Ashraf Ghani y su gabinete aprueban el cambio.
Tras la toma de Kabul por los talibanes en agosto de 2021, se cancelaron todos los vuelos civiles, las fuerzas estadounidenses y de la OTAN desplegaron miles de soldados en el aeropuerto para cubrir la retirada, mientras que el Ejército Nacional Afgano y la Policía Nacional Afgana dejaron de patrullar la zona.

## Proyecto de ampliación
En 2006, el gobierno de Afganistán aceptó un paquete de medidas ofrecido por Japón para la reconstrucción de las instalaciones del aeropuerto. El plan incluía la construcción de una nueva terminal para vuelos internacionales valorada en 35 m$, dejando la existente para vuelos locales y regionales. El contrato fue firmado en noviembre de 2006 con una constructora japonesa, y la terminal fue abierta al público el 6 de noviembre de 2008. El presidente afgano, Hamid Karzai, y otras autoridades destacadas, participaron en la ceremonia de inauguración.

## Incidentes notables
Desde 1962, el aeropuerto ha registrado numerosos incidentes mortales. Entre ellos destacan:
- El 21 de octubre de 1987, un Antonov 12BK de la Fuerza Aérea Soviética con destino a Taskent colisionó con un helicóptero Mi-24 durante el despegue debido a la escasa visibilidad. Murieron 18 de los 19 ocupantes que iban a bordo del aparato.[4]
- El 24 de junio de 1988, un Antonov 26 perteneciente también a la Fuerza Aérea Soviética, fue derribado por muyahidín durante el despegue. El aparato, que se dirigía a la Base Aérea de Bagram, se estrelló en las inmediaciones del aeropuerto de Kabul pereciendo 5 tripulantes, salvándose solo una persona.[5]

- Aunque ocurrió a 32 km al estesureste del aeropuerto, el 5 de febrero de 2005, el vuelo 904 de Kam Air procedente de Herāt y con destino a Kabul, se estrelló contra una montaña durante la fase de aproximación por la mala visibilidad. Perecieron los 104 ocupantes que viajaban a bordo del B-737, lo que supone el peor accidente aéreo ocurrido en Afganistán hasta el momento.[6]
- Asimismo, el 17 de mayo de 2010, el vuelo 112 de Pamir Airways (compañía posteriormente clausurada por el gobierno afgano) en una aeronave Antonov An-24, proveniente de la ciudad de Kunduz al norte de Afganistán, desapareció de los radares a los 10 minutos de su despegue. Se encontraron los restos del aparato a 4100 m s. n. m. en el distrito Shakar Darah, a 20 km al norte de la ciudad de Kabul. En el aparato viajaban 44 personas. El accidente se debió posiblemente al mal tiempo reinante.[7]
- El 3 de julio de 2014, combatientes talibanes dispararon dos cohetes contra el aeropuerto y destruyeron cuatro helicópteros. Uno de los cuatro helicópteros pertenecía al presidente afgano Hamid Karzai.
- El 29 de enero de 2015, tres contratistas de defensa estadounidenses y un ciudadano afgano fueron asesinados por un pistolero fuera del aeropuerto a última hora de la tarde, hora local.[8]
- El 17 de mayo de 2015, se produjo un atentado suicida con bomba perpetrado por los talibanes cerca de la entrada del aeropuerto, en el que murieron tres personas e hirieron a dieciocho.[9]

### Militar
- El 11 de marzo de 1985, un Antonov An-30 de la Fuerza Aérea Soviética estaba en un vuelo de fotografía aérea en el área de Kabul al sur del valle de Panjshir. Al regresar al aeropuerto, el avión fue alcanzado por un misil Strela. El capitán intentó realizar un aterrizaje de emergencia en la base aérea de Bagram pero estaba demasiado alto. Un fuego provocado por el impacto del misil llegó a los controles de los alerones provocando que los pilotos perdieran el control; tres de los cinco tripulantes evacuaron la aeronave de manera segura, pero los otros dos tripulantes murieron.[10]
- El 29 de noviembre de 1986, un Antonov An-26 de la Fuerza Aérea Soviética fue alcanzado por un misil Stinger mientras salía de Kabul. El avión transportaba varias toneladas de cohetes S-24 y 400 kg de explosivos a Jalalabad en Afganistán. Los siete miembros de la tripulación murieron.
- El 21 de diciembre de 1987, un Antonov An-26 de la Fuerza Aérea Soviética fue alcanzado por un misil Stinger mientras volaba en círculos a una altitud segura poco después del despegue. El motor número uno fue golpeado, perforando el tanque de combustible. Smoke entró en la cabina. Los seis miembros de la tripulación se lanzaron en paracaídas; el capitán saltó demasiado cerca del suelo para abrir su paracaídas y murió en el impacto.
- El 28 de agosto de 1992, un Ilyushin Il-76MD de la Fuerza Aérea Soviética fue alcanzado por un cohete muyahidín renegado mientras abordaba el personal de la embajada rusa.
- El 5 de agosto de 2008, un Lockheed C-130H Hercules de la Fuerza Aérea de los Emiratos Árabes Unidos invadió la pista al aterrizar en Kabul, provocando un incendio en la sección delantera del avión. El avión transportaba ayuda a Afganistán. Todos los miembros de la tripulación sobrevivieron.[11]
- El 16 de agosto de 2021, cuando despegaba un Boeing C-17 Globemaster III de la Fuerza Aérea de los Estados Unidos, se vio a multitudes de personas que intentaban escapar de la Caída de Kabul corriendo al lado y aferrándose al avión.[12] La aeronave se elevó en el aire con personas todavía aferradas, al menos dos personas fallecieron después de caer de la aeronave y un número desconocido posiblemente aplastado y muerto por la retracción del tren de aterrizaje; Se encontraron restos humanos en el pozo de la rueda.[13] El incidente fue ampliamente informado en los medios de comunicación estadounidenses e internacionales.[14]

## Aerolíneas y destinos
Actualmente, todos los vuelos comerciales de este aeropuerto se encuentran cancelados debido a la Ofensiva talibana de 2021 y a la Caída de Kabul.

### Vuelos nacionales
| Bamiyán       | Aeropuerto de Bamiyán                | Kam Air                          |
| Farāh         | Aeropuerto de Farāh                  | Kam Air                          |
| Herat         | Aeropuerto de Herat                  | Ariana Afghan Airlines / Kam Air |
| Jost          | Aeropuerto de Jost                   | Kam Air                          |
| Kandahar      | Aeropuerto Internacional de Kandahar | Ariana Afghan Airlines / Kam Air |
| Lashkar Gah   | Aeropuerto de Bost                   | Kam Air                          |
| Mazar-e Sarif | Aeropuerto de Mazar-e Sarif          | Ariana Afghan Airlines / Kam Air |
| Zaranj        | Aeropuerto de Zaranj                 | Kam Air                          |

### Vuelos internacionales
| Ciudad                 | Aeropuerto                                     | Aerolíneas                                                         |      |      |
| Asia                   | Asia                                           | Asia                                                               | Asia | Asia |
| ---------------------- | ---------------------------------------------- | ------------------------------------------------------------------ | ---- | ---- |
| Arabia Saudita         |                                                |                                                                    |      |      |
| Medina                 | Aeropuerto Príncipe Mohammad Bin Abdulaziz     | Kam Air                                                            |      |      |
| Yida                   | Aeropuerto Internacional Rey Abdulaziz         | Ariana Afghan Airlines / Kam Air                                   |      |      |
| China                  |                                                |                                                                    |      |      |
| Urumchi                | Aeropuerto Internacional de Urumchi-Diwopu     | Ariana Afghan Airlines                                             |      |      |
| Emiratos Árabes Unidos |                                                |                                                                    |      |      |
| Abu Dabi               | Aeropuerto Internacional de Abu Dabi           | Air Arabia / Kam Air                                               |      |      |
| Dubái                  | Aeropuerto Internacional de Dubái              | Ariana Afghan Airlines / Flydubai / Kam Air                        |      |      |
| Sharjah                | Aeropuerto Internacional de Sharjah            | Air Arabia / Kam Air                                               |      |      |
| India                  |                                                |                                                                    |      |      |
| Delhi                  | Aeropuerto Internacional Indira Gandhi         | Air India / Ariana Afghan Airlines / Kam Air / SpiceJet            |      |      |
| Irán                   |                                                |                                                                    |      |      |
| Teherán                | Aeropuerto Internacional Imán Jomeiní          | Iran Air / Mahan Air                                               |      |      |
| Kuwait                 |                                                |                                                                    |      |      |
| Ciudad de Kuwait       | Aeropuerto Internacional de Kuwait             | Ariana Afghan Airlines / Kam Air / Kuwait Airways                  |      |      |
| Pakistán               |                                                |                                                                    |      |      |
| Islamabad              | Aeropuerto Internacional de Islamabad          | Ariana Afghan Airlines / Kam Air / Pakistan International Airlines |      |      |
| Catar                  |                                                |                                                                    |      |      |
| Doha                   | Aeropuerto Internacional Hamad                 | Kam Air                                                            |      |      |
| Rusia                  |                                                |                                                                    |      |      |
| Moscú                  | Aeropuerto Internacional de Moscú-Sheremétievo | Ariana Afghan Airlines                                             |      |      |
| Tayikistán             |                                                |                                                                    |      |      |
| Dusambé                | Aeropuerto de Dusambé                          | Kam Air                                                            |      |      |
| Turquía                |                                                |                                                                    |      |      |
| Ankara                 | Aeropuerto Internacional Esenboğa              | Ariana Afghan Airlines / Kam Air                                   |      |      |
| Estambul               | Aeropuerto de Estambul                         | Ariana Afghan Airlines / Kam Air / Turkish Airlines                |      |      |
| Uzbekistán             |                                                |                                                                    |      |      |
| Taskent                | Aeropuerto Internacional de Taskent            | Kam Air                                                            |      |      |

Fuente: flightmapper